# وزير أكبر خان
وزير أكبر خان هو حي يقع في شمال العاصمة الأفغانية كابل. وأحد أثرى المناطق في المدينة. تتخذ العديد من السفارات الحي مقراً لها، منها السفارة الأمريكية والكندية. يقع مطار كابل الدولي أيضاً في نفس الحي.
يعتبر الحي مكاناً شائعاً لمعيشة العمال الأجانب. كما هو الحال بالنسبة للعاصمة كابل عموماً، تقوم قوات الأمن الأفغانية الوطنية بمسؤولية الحفاظ على الأمن في الحي. تقع أغلب المؤسسات الوطنية الحكومية في المنطقة، ومن ضمنها القصر الرئاسي والمقر الرئيس لقوات المساعدة الدولية لإرساء الأمن في أفغانستان وثانوية أماني.

## التسمية
سمي الحي باسم الأمير اکبر خان، البطل الأفغاني البارز في بدايات الأربعينيات من القرن التاسع عشر ميلادية، وابن الأمير دوست محمد خان.
تعني كلمة أكبر «العظيم» بالعربية، وخان تعني «القائد أو الملك» باللغة بشتوية.

## في الأدب العالمي
يكون الحي مسرحاً لبداية أحداث رواية عداء الطائرة الورقية للروائي خالد حسيني.